# Route départementale 302 (Haïti)
Pour les articles homonymes, voir Route départementale 302.
La route départementale 302, ou RD 302, est une route départementale d'Haïti, reliant Hinche à Cerca-la-Source,.

## Présentation
La route 302 commence au centre-ville de Hinche, où elle croise la route Nationale 3. 
Après avoir traversé la rivière Samana , elle se dirige vers Thomassique, en traversant la rivière Rio Hondo  puis elle entre dans la commune de Cerca-la-Source où elle se termine à Tilory à la frontière entre Haïti et la République dominicaine..
La route départementale 302 a une longueur totale de 67 km.

## Tracé
- Hinche
- Thomassique
- Cerca-la-Source